# Босиган
Босиган (фр. Bossugan) насеље је и општина у југозападној Француској у региону Аквитанија, у департману Жиронда која припада префектури Либурн.
По подацима из 2011. године у општини је живело 48 становника, а густина насељености је износила 19,83 становника/km². Општина се простире на површини од 2,42 km². Налази се на средњој надморској висини од 30 метара (максималној 90 m, а минималној 13 m).

## Демографија
| 1962. | 1968. | 1975. | 1982. | 1990. | 1999. | 2011. |
| ----- | ----- | ----- | ----- | ----- | ----- | ----- |
| 57    | 65    | 41    | 59    | 55    | 55    | 48    |

График промене броја становника у току последњих година